# La pianista bambina
La pianista bambina (Hiding in the spotlight: a musical prodigy's story of survival, 1941-1946 in inglese) è un romanzo pubblicato nel 2009 dallo scrittore e giornalista statunitense Greg Dawson.

## Trama
La vita di Zhanna e Frina, sorelle ebree nate in Ucraina, viene stravolta dall'invasione tedesca durante la seconda guerra mondiale. Per salvarsi inventano un nuovo nome: Anna e Marina e nella fuga Zhanna riesce a portare con sé solo lo spartito di Fantasia-Improvviso di Chopin. Zhanna si era salvata grazie al padre che aveva corrotto una guardia e in seguito incontrò fortunosamente Frina. Iniziarono a raccontare una storia inventata per evitare di attirare troppo l'attenzione su di loro ottenendo anche nuovi documenti ma la loro abilità musicale non passò inosservata, e iniziarono ad esibirsi come musiciste per le truppe tedesche. Riuscirono ad arrivare a Berlino e si rifugiarono nella zona occupata dagli americani salvandosi così dalle future persecuzioni staliniane. Vennero in seguito trasferite nella zona della Baviera e qui si verificò il loro incontro con l'ufficiale statunitense si rivelò determinante perché permise loro di ottenere nuovi documenti col loro vero nome e poi trasferirsi negli Stati Uniti. Dopo quasi un anno dal loro arrivo negli Stati Uniti d'America Zhanna e la sorella ebbero l'opportunità di riprendere lo studio e la possibilità di esibirsi come musiciste. In quel periodo Zhanna sposò David, fratello dell'ufficiale che le aveva aiutate in Europa e pure lui musicista. Dalla loro unione sarebbe poi nato Greg Dawson, autore del libro.

## Edizione originale
- (EN) Greg Dawson, Hiding in the spotlight: a musical prodigy's story of survival, 1941-1946, New York, Pegasus Books, 2009, OCLC 1035891653.

## Edizione italiana
- Greg Dawson, La pianista bambina (PDF), traduzione di Linda Rosaschino, Milano, Piemme, 2014, OCLC 1045834666.

## Edizioni in altre lingue
- (FR) Greg Dawson, Joue, joue sans t'arrêter! : vie et destin d'une pianiste prodige, 1941-1946 : [roman], traduzione di Olivier Philipponnat, Paris, Ed. Autrement, 2010, ISBN 9782746714359, OCLC 717238641.
- (KO) Greg Dawson, 빛 속에 숨다 : 홀로코스트에서 살아남은 천재 피아니스트의 이야기 = Hiding in the spotlight, P'aju, Salrim Friends, 2010, ISBN 9788952214041, OCLC 683049363.

## Adattamenti per i media

### Cinema
Dal romanzo è stato tratto il film omonimo, documentario del 2011 diretto da Flaminia Lubin.